# Claire Perry
Pour les articles homonymes, voir Perry.
Claire Perry, née le 3 avril 1964 à Bromsgrove, est une femme politique britannique membre du Parti conservateur.

## Biographie
Géographe issue de la Brasenose College, elle poursuit par un MBA à l'université Harvard et travaille pour les sociétés Bank of America, McKinsey & Company et Crédit suisse.
Élue députée pour la circonscription de Devizes dans le Wiltshire en 2010, entre sa réélection en 2015 et 2016, Perry est sous-secrétaire du Département des Transports du gouvernement David Cameron. Elle est ministre d'État pour le Changement climatique et l'Industrie de 2017 à 2019 dans le gouvernement de Theresa May.
Elle aurait dû présider la conférence de Glasgow de 2020 sur les changements climatiques.